# 1306 Скитија
1306 Скитија (енгл. 1306 Scythia) је астероид главног астероидног појаса са пречником од приближно 67,14 .
Афел астероида је на удаљености од 3,441 астрономских јединица (АЈ) од Сунца, а перихел на 2,846 АЈ.
Ексцентрицитет орбите износи 0,094, инклинација (нагиб) орбите у односу на раван еклиптике 14,940 степени, а орбитални период износи 2035,807 дана (5,573 година).
Апсолутна магнитуда астероида је 9,71 а геометријски албедо 0,051.
Астероид је откривен 22. јула 1930. године.